# Beze stopy
Beze stopy (v anglickém originále Without a Trace) je americký kriminální seriál, vysílaný na stanici CBS v letech 2002–2009. Zaměřuje se na případy Útvaru pohřešovaných osob Federálního úřadu pro vyšetřování v New Yorku. V hlavních rolích účinkují Anthony LaPaglia, Poppy Montgomeryová, Marianne Jeanová-Baptisteová, Enrique Murciano, Eric Close a Roselyn Sánchezová.
V době svého premiérového vysílání patřil seriál Beze stopy k nejúspěšnějším seriálům stanice CBS, dosahoval vysoké televizní sledovanosti a získal cenu Primetime Emmy. Dne 19. května 2009 CBS oznámila zrušení seriálu po sedmi řadách.

## Premisa
Každá epizoda sleduje pátrání po jedné osobě v časové tísni. Příběhy se zaměřují také na osobní život členů týmu a ukazují, jak jim jejich zkušenosti umožují nahlížet na jednotlivé případy. Tým útvaru tvoří Jack Malone (Anthony LaPaglia), Samantha Spadeová (Poppy Montgomeryová), Vivian Johnsonová (Marianne Jeanová-Baptisteová), Danny Taylor (Enrique Murciano), Martin Fitzgerald (Eric Close) a Elena Delgadová (Roselyn Sánchezová), která se k týmu připojila ve čtvrté řadě.
Skutečná FBI skutečně vyšetřuje pohřešované osoby, konkrétně má pravomoc pomáhat při „záhadných“ zmizeních dětí, které unesl někdo jiný než rodinní příslušníci. Skupiny, které tyto zločiny vyšetřují, jsou týmy rychlého nasazení pro případy únosů dětí a podle potřeby se zapojují i do dalších případů pohřešovaných osob, ale nemají specializovaný útvar. Jedním z prvků, který seriál odlišoval od ostatních televizních kriminálních sérií, bylo zobrazení informací o skutečně pohřešovaných osobách na konci většiny epizod. Díky tomu došlo ke skutečným nalezením nejméně pěti osob, například v červenci 2005 byli nalezeni unesení sourozenci. Příležitostně byly tyto informace nahrazeny jinými veřejnými oznámeními, kupříkladu v epizodě o pokusu o sebevraždu byly prezentovány informace o lince psychické pomoci. Při vysílání mimo Spojené státy obvykle nebyly informace o pohřešovaných osobách vysílány, nicméně australská stanice Nine Network či hongkongská TVB Pearl vysílaly informace o místních pohřešovaných osobách.
V crossoverové epizodě z roku 2007 se po boku Jacka Melona objevuje postava Gila Grissoma (William Petersen) z Kriminálky Las Vegas a společně řeší stejný případ. Jeho vyšetřování je zahájeno v dílu Kriminálky Las Vegas s názvem Kdo a co, k jeho vyřešení dochází v epizodě Beze stopy nazvané Kde a jak.

## Produkce
Seriál Beze stopy debutoval na podzim 2002, jeho autorem je Hank Steinberg a producentem Jerry Bruckheimer. Tento seriál stanice CBS sledovaností konkuroval seriálu z lékařského prostředí stanice NBC Pohotovost, který stejně jako Beze stopy produkovala společnost Warner Bros Television.
Seriál Beze stopy byl v USA premiérově vysílán v letech 2002–2006 ve čtvrtek večer, posléze byl přesunut na neděli. V roce 2007 si Beze stopy prohodilo vysílací čas se seriálem Žralok a vrátilo se do svého původního čtvrtečního vysílacího času. V roce 2008 bylo vysílání poslední řady seriálu přesunuto na úterní večer. V Česku seriál premiérově vysílala TV Nova od 8. července 2005.
Prvními dvěma showrunnery byli Steinberg a Ed Redlich. Mezi druhou a třetí řadou se Redlich ze spolupráce na seriálu stáhl a jeho místo převzali scenáristé Jan Nash a Greg Walker. V polovině čtvrté řady Steinberg odešel a začal produkovat seriál The Nine, přičemž zůstal výkonným producentem.

### Zrušení
Dne 19. května 2009, kdy byl odvysílán poslední díl 7. řady, bylo oznámeno, že seriál nebude mít další pokračování. Během 7. řady se sledovanost propadla na průměrný rating 2,7, ale vyšplhala se až na 12 milionů diváků a 18. místo. Stanice CBS se však kvůli škrtům v rozpočtu musela rozhodnout mezi pokračováním Beze stopy a Odložených případů. Rozhodla se ponechat Odložené případy.

## Přehled řad
| Řada | Díly | Premiéra v USA | Premiéra v USA  | Premiéra v ČR      | Premiéra v ČR      |
| Řada | Díly | První díl      | Poslední díl    | První díl          | Poslední díl       |
| ---- | ---- | -------------- | --------------- | ------------------ | ------------------ |
| 1    | 23   | 26. září 2002  | 15. května 2003 | 8. července 2005   | 6. října 2005      |
| 2    | 24   | 25. září 2003  | 20. května 2004 | 7. října 2005      | 10. listopadu 2005 |
| 3    | 23   | 23. září 2004  | 19. května 2005 | 11. listopadu 2005 | 14. prosince 2005  |
| 4    | 24   | 29. září 2005  | 18. května 2006 | 8. února 2008      | 12. března 2008    |
| 5    | 24   | 24. září 2006  | 10. května 2007 | 13. března 2008    | 16. dubna 2008     |
| 6    | 18   | 27. září 2007  | 15. května 2008 | 7. května 2008     | 3. září 2008       |
| 7    | 24   | 23. září 2008  | 19. května 2009 | 7. ledna 2009      | 24. června 2009    |

## Obsazení
| Postava                      | Herec                        | Povolání                                             | Výskyt v seriálu |
| ---------------------------- | ---------------------------- | ---------------------------------------------------- | ---------------- |
| John „Jack“ Michael Malone   | Anthony LaPaglia             | vedoucí zvláštní agent Útvaru pohřešovaných osob FBI | 1.–7. řada       |
| Samantha „Sam“ Spadeová      | Poppy Montgomeryová          | zvláštní agentka Útvaru pohřešovaných osob FBI       | 1.–7. řada       |
| Vivian „Viv“ Johnsonová      | Marianne Jeanová-Baptisteová | zvláštní agentka Útvaru pohřešovaných osob FBI       | 1.–7. řada       |
| Danny Taylor, rozený Alvarez | Enrique Murciano             | zvláštní agent Útvaru pohřešovaných osob FBI         | 1.–7. řada       |
| Elena Delgadová              | Roselyn Sánchezová           | zvláštní agentka Útvaru pohřešovaných osob FBI       | 4.–7. řada       |
| Martin Fitzgerald            | Eric Close                   | zvláštní agent Útvaru pohřešovaných osob FBI         | 1.–7. řada       |

## Přijetí
Seriál Beze stopy se během svého premiérového vysílání dočkal vesměs pozitivních recenzí. Na serveru Rotten Tomatoes získal seriál na základě 16 recenzí 81 % a na serveru Metacritic získal na základě 30 kritik 75 bodů ze 100.
Na základě kampaně konzervativní skupiny Parents Television Council dostala CBS v roce 2006 pokutu 3,6 milionu dolarů za neslušnost v 6. dílu 2. řady nazvaném Synové a dcery, jenž se soustředil na orgie teenagerů. CBS argumentovala tím, že epizoda „obsahovala důležitou a společensky relevantní dějovou linii varující rodiče, aby více dohlíželi na své dospívající děti“.